# Лихай Вэлли Фантомс
«Лихай Вэлли Фантомс» (англ. Lehigh Valley Phantoms) — хоккейная команда, выступающая в Американской хоккейной лиге. Базируется в городе Аллентаун, штат Пенсильвания, США. Является фарм-клубом «Филадельфии Флайерз».

## История
Франшиза под названием «Филадельфия Фантомс» выступала в АХЛ с 1996 по 2009 год. 4 февраля 2009 года, было объявлено о достижении соглашения между Comcast Spectacor и Brooks Group о продаже команды и её переезде. Команда стала называться «Эдирондек Фантомс» и выступала в Гленс-Фолсе, штат Нью-Йорк с 2009 по 2014 год. Перед началом сезона 2014/15 команда переехала в Аллентаун, штат Пенсильвания, сменив название на «Лихай Вэлли Фантомс». Свои домашние игры команда проводит на арене «PPL-центр», которая открылась в центре Аллентауна 10 сентября 2014 года.
В сезоне 2017–18 команда заняла второе место в регулярном чемпионате, и получила Эмиль Фрэнсис Трофи, как победитель в своём дивизионе.

## Капитаны команд
- Колин Макдональд, 2015–19
- Кэл О’Райли, 2020–23
- Гаррет Уилсон, 2023–н.в.